# 埃尔基·莱赫托宁
埃尔基·莱赫托宁（芬蘭語：Erkki Lehtonen，1957年1月9日—），芬兰男子冰球运动员。他在1977年开始职业生涯，曾代表芬兰国家队参加1988年冬季奥林匹克运动会冰球比赛，获得一枚银牌。